# Östergötlands runinskrifter 195
Runsten Ög 195 stod i Mjölby socken, Mjölby kommun. 

## Historik
Runstenen var enligt Bautil beläggen vid Söderby bro. Enligt L. stod runstenen vid Hadelö bro.
Runstenen i granit var 1,4 meter hög.

## Translitterering
sunu sina

## Översättning
sina söner.